# 풍암중학교
풍암중학교(豊巖中學校)는 대한민국 광주광역시 서구 풍암동에 위치한 공립 중학교이다.

## 학교 연혁
- 1999년 1월 21일 : 풍암중학교 설립인가
- 2000년 3월 2일 : 초대 박찬옥 교장 취임
- 2000년 3월 2일 : 개교 및 입학식 (남 3학급, 여 3학급)
- 2021년 9월 1일 : 제9대 이영호 교장 취임
- 2025년 1월 10일 : 제23회 151명 졸업(누적 5,875명)
- 2025년 3월 4일 : 154명(6학급) 입학

## 참고 자료
- 풍암중학교 - 한국교육학술정보원 학교알리미